# Zethes natteyi
Zethes natteyi är en fjärilsart som beskrevs av Freyer 1837. Zethes natteyi ingår i släktet Zethes och familjen nattflyn. Inga underarter finns listade i Catalogue of Life.